# Baden Powell de Aquino
Baden Powell de Aquino, mer känd som Baden Powell, född 6 augusti 1937, död 26 september 2000, var en brasiliansk gitarrist och kompositör. Han skrev bland annat många sånger tillsammans med Vinícius de Moraes som räknas till den brasilianska låtskatten.